# 第四号海防艦
第四号海防艦（だいよんごうかいぼうかん）は、日本海軍の海防艦。第二号型海防艦（丁型）の2番艦。太平洋戦争の終戦直前に沈没した。

## 艦歴

### 計画-竣工-練成
マル戦計画の海防艦丁、第2701号艦型の2番艦、仮称艦名第2702号艦として計画。1943年10月5日、横須賀海軍工廠で仮称艦名第2701号艦、同第2703号艦、同第2706号艦、同第2707号艦、同第2708号艦と同時に起工。12月22日、第四号海防艦と命名されて第二号型海防艦の2番艦に定められ、本籍を横須賀鎮守府と仮定。12月30日、第二号海防艦と同日に進水し、本籍を横須賀鎮守府に定められる。
1944年2月1日、艤装員事務所が横須賀海軍工廠内で事務を開始。同日艤装員事務所を撤去。3月7日竣工し、役務を横須賀鎮守府警備海防艦に定められ、呉防備戦隊に編入。基礎実力練成教育に従事。

### 1944年4月-6月 マリアナ方面護衛
1944年4月2日、海上護衛総司令部第一海上護衛隊に編入されたが、同日横須賀鎮守府作戦指揮下に編入。同日佐伯を出発し、3日横須賀に入港。軍隊区分海上護衛総部隊横須賀鎮守府海上護衛部隊戊直接護衛部隊に配置。7日、東松五号船団（5隻）を護衛してパラオへ向け館山発。10日、父島二見港に退避。本艦は二見港口で哨戒と対戦掃蕩に従事。18日、引き続き東松五号船団を護衛して父島発。24日、パラオ着。26日、東松五号復航船団（4隻）を護衛して横須賀へ向けパラオ発。27日、船団は2隻が被雷したため、パラオへ引き返す。29日、再度東松五号復航船団（2隻）を護衛してパラオ発。5月4日、横須賀着。
5月13日、館山で東松八号船団（3隻）と合同。14日、サイパンへ向け館山発。19日、サイパン着。20日、東松八号船団から分離し、筥崎丸船団（3隻）を護衛してグアムへ向けサイパン発。23日、グアム着。同日、第128号特設輸送艦を護衛してヤップへ向けグアム発。24日、ヤップ着。26日、引き続き第128号特設輸送艦を護衛してパラオへ向けヤップ発。27日、パラオ着。30日、サイパンへ向けパラオ発。
サイパンへ向け航行中の6月2日、軍隊区分甲直接護衛部隊から除かれ、軍隊区分「サイパン」方面直接護衛部隊に配置。5日、サイパン着。6日、横須賀鎮守府作戦指揮を解かれ、第一海上護衛隊に復帰。同日、2隻を護衛してグアムへ向けサイパン発。7日、グアム着。8日、3隻を護衛してグアム発。9日、サイパン着。11日、4611船団（12隻）を護衛して横浜へ向けサイパン発。4611船団と護衛部隊は、12日からアメリカ艦上機やアメリカ海軍水上部隊との交戦により大損害を受けて散り散りとなり、本艦は18日に横須賀に入港した。18日から7月7日まで、横須賀海軍工廠で入渠し修理と整備を行う。

### 1944年7月-11月 父島方面護衛
1944年7月7日、横須賀鎮守府作戦指揮下に編入。8日、軍隊区分甲直接護衛部隊に配置。14日、3714甲船団（4隻）を護衛して父島へ向け館山発。父島へ向け航行中の15日、第三海上護衛隊に編入。19日、父島着。20日、第2号輸送艦を護衛して硫黄島へ向かい、第2号輸送艦の揚塔後は横須賀へ向かう。24日、横須賀着。25日、軍隊区分乙直接護衛部隊に配置。29日、3729船団（6隻）を護衛して硫黄島へ向け館山発。
8月2日、硫黄島着。4日、復航の4804船団（5隻）を護衛して硫黄島発。同日、父島南方でスカベンジャー作戦のため来攻したアメリカ艦上機の攻撃やアメリカ海軍水上部隊との交戦により船団は全滅した。本艦は7日、横須賀に帰投した。10日、軍隊区分甲直接護衛部隊に配置。15日、3815船団（2隻）護衛して母島へ向け館山発。21日、母島着。23日、復航船団を護衛して母島発。27日、横須賀着。
9月9日、2D型戦時標準船生田川丸（東洋海運、2,300トン）、重油船公称第3998号からなる第3908船団を第44号駆潜艇、特設駆潜艇第6拓南丸（日本海洋漁業、343トン）と共に護衛して父島へ向け館山発。14日、父島着。14日、復航の4913船団を護衛して横須賀へ向け父島発。17日0425、御蔵島沖で第6拓南丸が機関故障を起こし漂流。0700に海防艦天草が館山を出港し、救援に向かう。0745、三宅島沖で第6拓南丸は第44号駆潜艇と会合。1015、復旧した第6拓南丸は伊豆大島沖で天草と会合。1700、天草と第6拓南丸は横須賀に到着。先行して船団も同日横須賀に到着した。横須賀到着後は10月8日まで、横須賀海軍工廠で兵器装備工事を行う。
10月8日、館山へ回航。10日、3007船団（1隻）を護衛して父島へ向け館山発。14日、父島着。15日、復航4015船団（1隻）を護衛して父島発。19日、横須賀に帰投。同日から11月2日まで、横須賀海軍工廠で訓令工事を行う。
11月2日横浜へ、3日には館山へ回航。4日、3103船団（4隻）を護衛して父島へ向け館山発。8日、復航4108船団（4隻）を護衛して父島発。11日、上空警戒機からの報告で潜水艦に対する警戒を強めていたところ、八丈島北方沖で自艦の右前30度の方向に潜水艦を探知した。この潜水艦はアメリカ潜水艦スキャンプで、スキャンプは当時、油を曳いて潜航中であった。第4号海防艦は輸送船を退避させたのちスキャンプに向首していった。目標まで1,000メートルになったとき、突然スキャンプから2本の魚雷が発射された。第4号海防艦は魚雷を回避し、爆雷攻撃を実施。爆雷投下点に目印の発煙筒と旗を投下し、3度にわたって合計70発の爆雷を投下。この攻撃でスキャンプを撃沈した。攻撃後、10数メートルはあろう大きな気泡が何個もわき出し、また重油も大量に湧出してきた。探信の結果、なんら反応がなかった。13日、横須賀に帰投。15日、これまでの潜水艦4隻撃沈の功により、海上護衛総司令部司令長官野村直邦中将から海防艦単艦として初めての感状を授与された。以後本艦の乗員は、同じく潜水艦4隻撃沈の功を挙げた第6号海防艦の乗員とともに、他艦艇の教練の際に指導を受け持つことが多くなる。16日、敵潜掃蕩隊が編成され、本艦は第42号駆潜艇、第52号駆潜艇とともに第二小隊に配置。17日、鳥島沖の掃蕩担任海域へ向け出撃する。対潜掃蕩中の22日未明、対潜掃蕩を中止して隠岐の救難に向かう。本艦は23日朝に隠岐と会合し、隠岐と隠岐を曳航する第12号海防艦の護衛にあたる。25日、横須賀に帰投。横須賀帰投後、横須賀海軍工廠で修理を行う。

### 1944年12月-1945年3月 八丈島方面護衛
横須賀海軍工廠で修理中の1944年12月5日、第51号駆潜艇と第52号駆潜艇が船団護衛中に八丈島沖で衝突し両艇とも航行不能となったため、本艦は救難のため修理を取りやめて6日に出撃。7日、両艇と会合し洞輪沢に一旦退避。8日、第51号駆潜艇を曳航して横須賀へ向け洞輪沢を出港し、同日横須賀着。横須賀海軍工廠での修理を再開。16日、館山へ回航。17日、3217船団（3隻）を護衛して父島へ向け館山発。本艦は途中で引き返し、21日横須賀に帰着。
1945年1月1日、陸軍輸送船愛徳丸（大阪商船、1,332トン）、昭東丸（西日本汽船、572トン）、1E型戦時標準貨物船第6雲洋丸（中村汽船、830トン）からなる第3231船団を第56号海防艦、特設駆潜艇第2拓南丸（日本海洋漁業、343トン）と共に護衛して父島へ向け館山発。4日父島に到着し、同日復航4104船団を護衛して父島発。5日、航海中に昭東丸が潜水艦からの雷撃を受け、ゆっくりと沈没していった。8日、館山に帰着。横須賀回航後は20日まで横須賀で整備。
1月23日、3122船団（3隻）を護衛して父島へ向け館山発。27日、父島着。28日、復航4127船団（2隻）を護衛して父島発。2月2日、館山に帰着。
2月9日、3208船団を護衛して父島へ向け館山発。12日父島に到着し、同日復航4212船団を護衛して父島発。15日から16日にかけて空襲を受け、船団は湊沖で仮泊。18日、横須賀に帰着。
3月1日現在、軍隊区分直率部隊に配置。5日、横須賀防備戦隊旗艦に定められ、軍隊区分東京湾北航路部隊に配置。同日、本艦は第74号海防艦とともに、さばん丸（三菱汽船、10,241トン）護衛のため横須賀を出撃。御前崎西方で第三海上護衛隊にさばん丸の護衛を引き継ぎ、横須賀に帰投。6日、竜神丸を護衛して八丈島へ向け横須賀発。7日、八丈島着。10日、引き続き竜神丸を護衛して八丈島発。11日、横須賀に帰着。27日、第1南陽丸（所属不明、451トン）単独からなる第3327船団を護衛して八丈島へ向け横須賀発。29日、八丈島着。30日、復航4330船団を護衛して八丈島を出港し、同日館山に帰着。4月8日まで横須賀で整備を行う。

### 1945年4月-7月 第四特攻戦隊（伊勢湾部隊）
1945年4月9日、下田へ回航。10日、南光丸を護衛して八丈島へ向け下田を出港し、同日八丈島着。12日、引き続き南光丸を護衛して八丈島発。13日、下田に帰着。15日、第四特攻戦隊に編入され、軍隊区分伊勢湾部隊海上部隊機動隊に配置。同日、東光丸（日本近海汽船、530トン）を護衛して八丈島へ向け下田を出港し、同日八丈島着。16日、引き続き東光丸を護衛して八丈島発。同日、御蔵島南方でアメリカ潜水艦シードッグの攻撃により東光丸が被雷沈没。本艦は東光丸の乗員11名を収容。17日まで第九〇三海軍航空隊機と対潜掃蕩を実施し、18日横須賀に帰投。24日、鳥羽着。25日、船団護衛を兼ねて四日市へ回航。同地で燃料を補給し、26日鳥羽に帰着。28日、船団護衛のため鳥羽発。
5月3日、本艦と第44号駆潜艇の2隻で兵力部署第一機動掃蕩隊を編成。以後、担任海域で船団護衛、哨戒、対潜掃蕩に従事。
7月28日、鳥羽でイギリス艦上機の空襲を受けて被爆沈没し、乗員5名が戦死した。9月15日除籍。
1947年（昭和22年）2月1日時点で、鳥羽港で沈没状態にあり、大阪地方復員局所管の行動不能艦艇（特）に定められる。その後東海サルベージにより浮揚され、1948年6月30日に解体を終了した。

## 海防艦長
艤装員長
1. （兼）原利久 大尉：1944年1月20日 - 1944年1月30日（本職：第二号海防艦艤装員長）
2. 水谷勝二 大尉：1944年1月30日 - 1944年3月7日

海防艦長
1. 水谷勝二 大尉/少佐：1944年3月7日 - 1945年3月25日
2. 伊藤俊雄 少佐：1945年3月25日 - 1945年8月10日